# Byrsonima carraoana
Byrsonima carraoana är en tvåhjärtbladig växtart som beskrevs av Julian Alfred Steyermark. Byrsonima carraoana ingår i släktet Byrsonima och familjen Malpighiaceae. Inga underarter finns listade i Catalogue of Life.